# Gmina Mysłakowice
Gmina Mysłakowice je polská vesnická gmina v okrese Krkonoše v Dolnoslezském vojvodství. Sídlem gminy je ves Mysłakowice. V roce 2011 zde žilo 10 197 obyvatel.
Gmina má rozlohu 88,75 km² a zabírá 14,13 % rozlohy okresu. Skládá se z 10 starostenství.

## Starostenství
- Bukowiec
- Dąbrowica
- Gruszków
- Karpniki
- Kostrzyca
- Krogulec
- Łomnica
- Mysłakowice
- Strużnica
- Wojanów

## Sousední gminy
Janowice Wielkie, Jelení Hora, Kamienna Góra, Kowary, Podgórzyn